# Court Tomb von Beltany

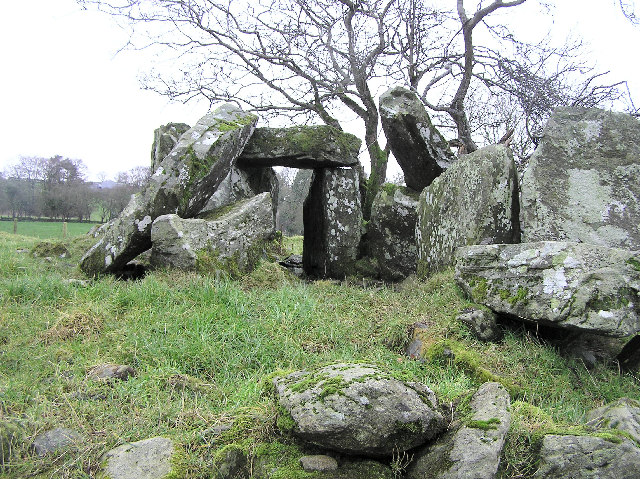
Court Tomb von Beltany

Das Court Tomb von Beltany liegt im Townland Beltany (irisch An Bhealtaine) westlich des Flusses Strule und der Beltany Road zwischen Omagh und Newtownstewart im County Tyrone in Nordirland.
Court Tombs gehören zu den megalithischen Kammergräbern (englisch chambered tombs) in Irland und Großbritannien. Sie werden mit etwa 400 Exemplaren größtenteils in Ulster im Norden der Republik Irland und in Nordirland gefunden. Der Begriff Court Tomb wurde 1960 von dem irischen Archäologen Ruaidhrí de Valera eingeführt.
Das Court Tomb (deutsch „Hofgrab“) ist ein Hofgrab, von dem noch drei Kammern der Galerie, viel verlagertes Steinmaterial und einiges Cairnmaterial, aber nur drei Steine des Hofes überlebt haben.
In der Nähe liegen die Portal Tombs von Ballyrenan.